# 538
Năm 538 là một năm trong lịch Julius.